# Monastère Donskoï
Le monastère Donskoï (russe : Донско́й монасты́рь) est un monastère orthodoxe russe situé à Moscou en Russie.

## Histoire
Il fut fondé par le tsar Fédor en 1591. Les bâtiments sont construits à l'endroit où se trouvait l'église qui exposait l'icône de Théophane le Grec,  La Vierge du Don. Dimitri Ier Donskoï aurait emporté cette icône avec lui lors de la bataille de Koulikovo en 1380 ; ce qui, selon la légende, lui aurait donné la victoire contre les Mongols de la Horde d'Or.
Il est fréquenté par les Moscovites à la recherche de leurs racines orthodoxes et pour renouer avec leur passé.

## Cimetière
Il y a deux cimetières situées à proximité du monastère: le Nouveau cimetière Donskoï, fondé au XIXe siècle, et le Vieux cimetière Donskoï, dans l'enceinte du territoire monastique.
- Sophie Stepanovna Chtcherbatovas

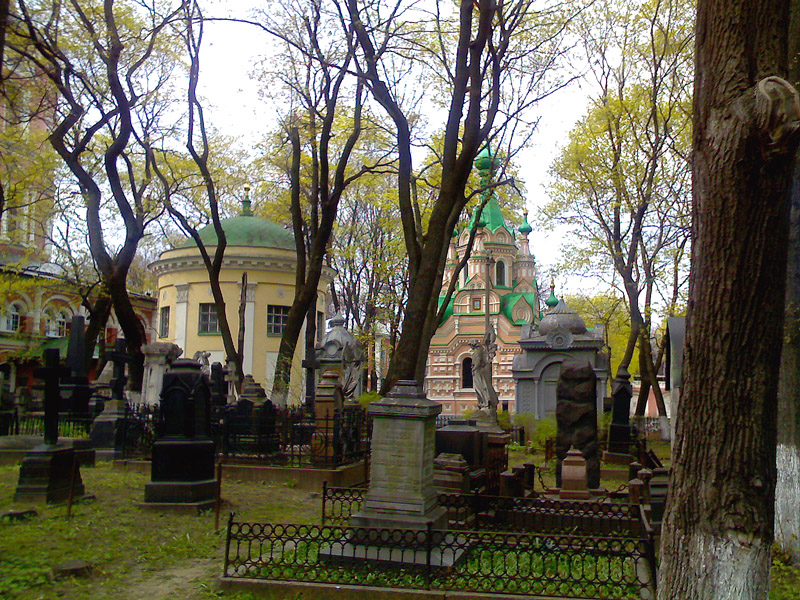
Vue du cimetière

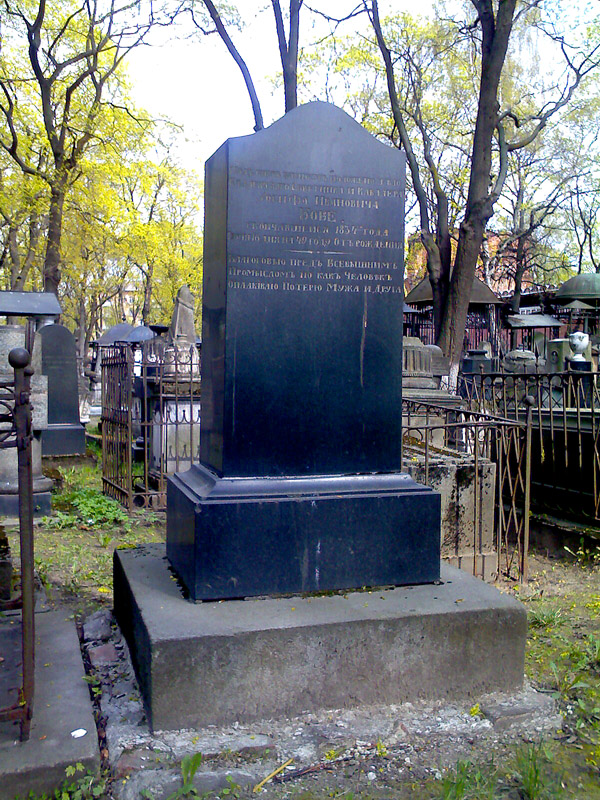
Tombe de Joseph Bové

- Joseph Bové (1784-1834), architecte
- Le 3 octobre 2005 les restes du général Anton Ivanovitch Dénikine ont été ensevelis dans une tombe du cimetière du monastère, non loin de celles du philosophe russe Ivan Iline, enterrées aussi ce même 3 octobre.
- Dans le même cimetière, il y a aussi celles de l'écrivain Ivan Chmelev mort en exil et enterré en l'an 2000. Avant de mourir, Ivan Chmelev avait envoyé une photo à Dénikine au dos de laquelle il avait écrit : « Nous nous retrouverons peut-être un jour à Moscou ».
- Prince Boris Galitzine (1769-1812), général russe dont les restes sont transférés ici en 1936
- Ivan Iline (1883-1954), philosophe
- Nikolaï Joukovski (1847-1921)
- Vassili Klioutchevski (1841-1911), historien
- Aleksander Netchaïev (1902-1986), folkloriste
- Vladimir Odoïevski (1803-1869), homme de lettres
- Vassili Perov (1834-1882), peintre
- Alexander Soljénitsyne (1918-2008), prix Nobel de littérature
- Vladimir Sollogoub (1813-1882), diplomate et homme de lettres
- Alexander Soumarokov (1717-1777), poète et écrivain
- Piotr Tchaadaïev (1794-1856)
- Patriarche Tikhon de Moscou, détenu au monastère avant d'y mourir
- Prince Sergueï Troubetskoï (1862-1905), philosophe.
- Prince Alexander d'Iméréthie (1674 - 1711), écrivain, commandant.

## Illustrations

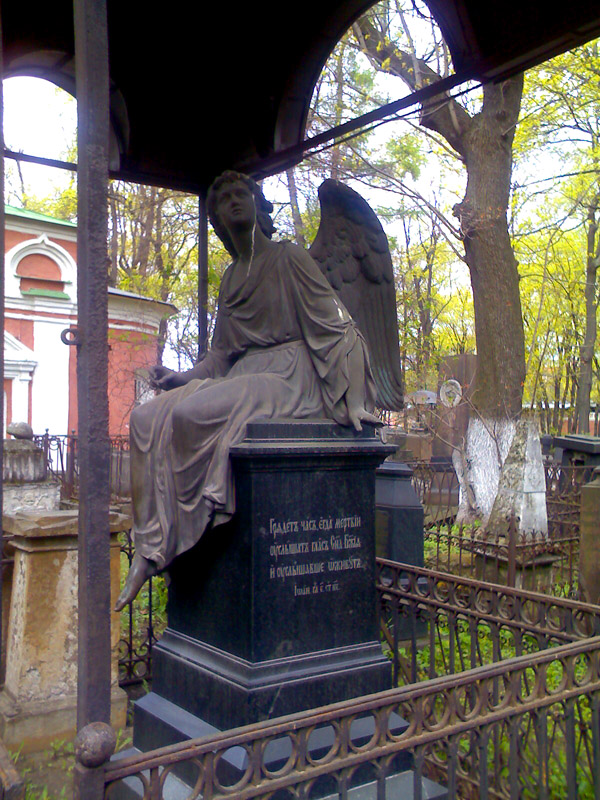
L'une des tombes du cimetière
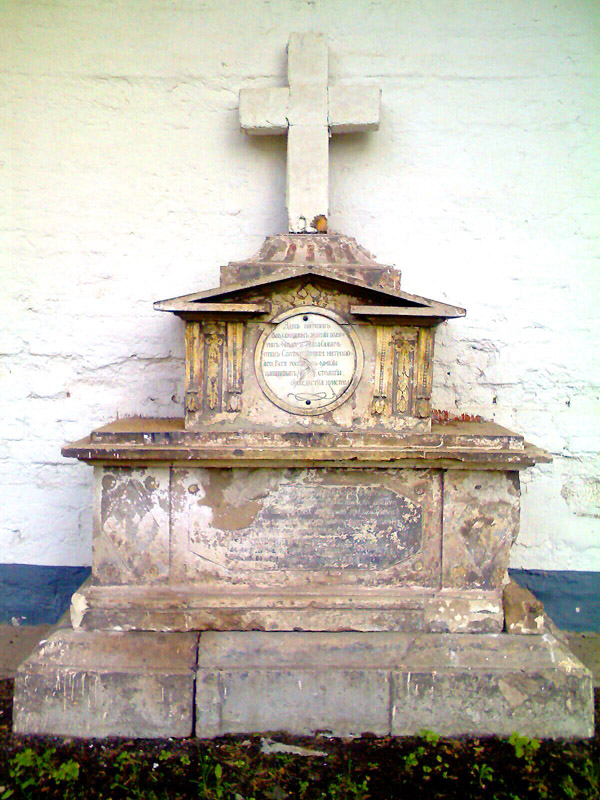
Tombe du boyard Fiodor Akinfovitch Biakont ancêtre des membres de la Famille Ignatiev
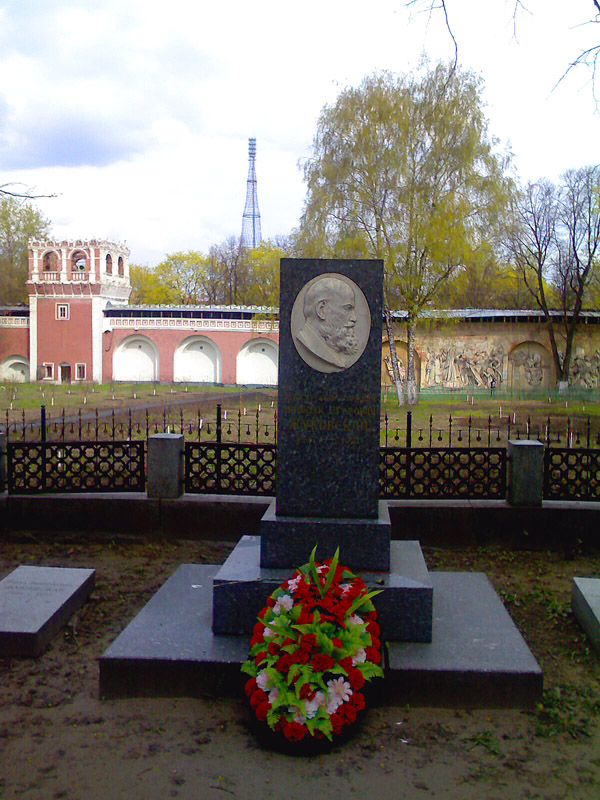
Tombe de Nikolaï Joukovski
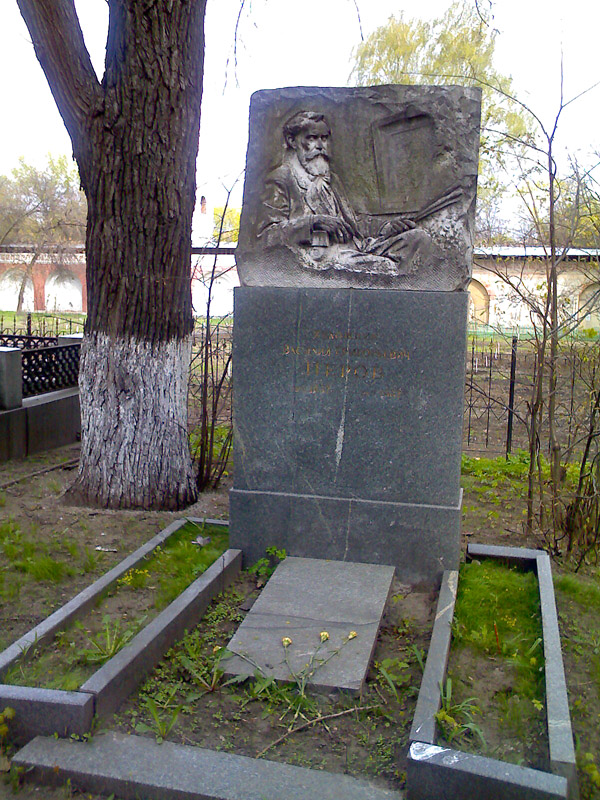
Tombe de Vassili Perov
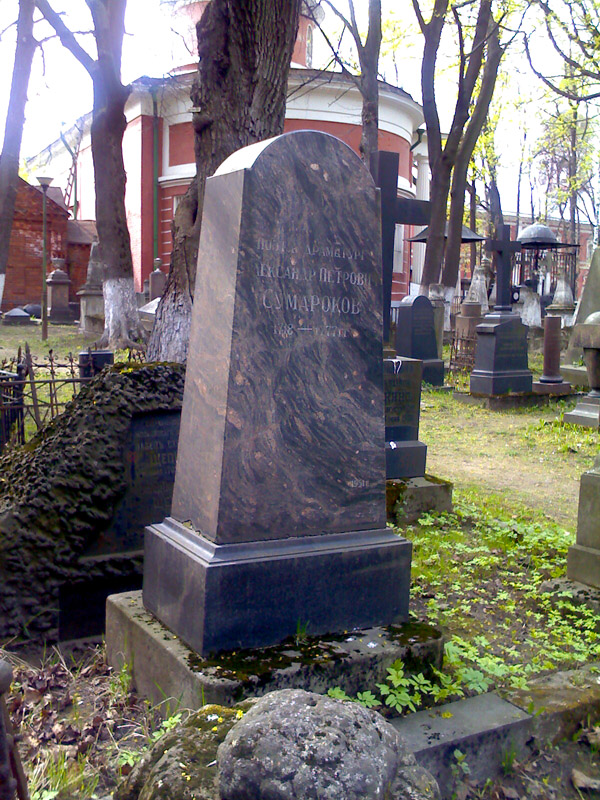
Tombe d'Alexandre Soumarokov
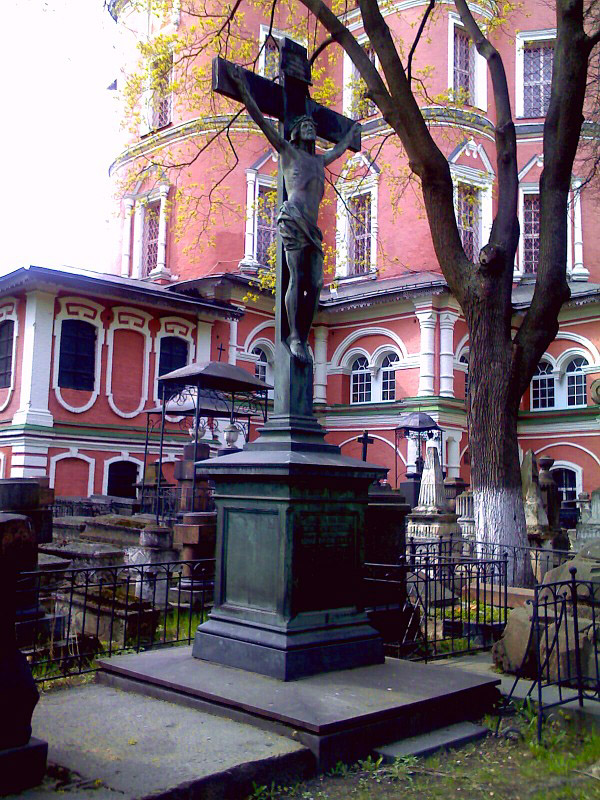
Tombe en forme de calvaire
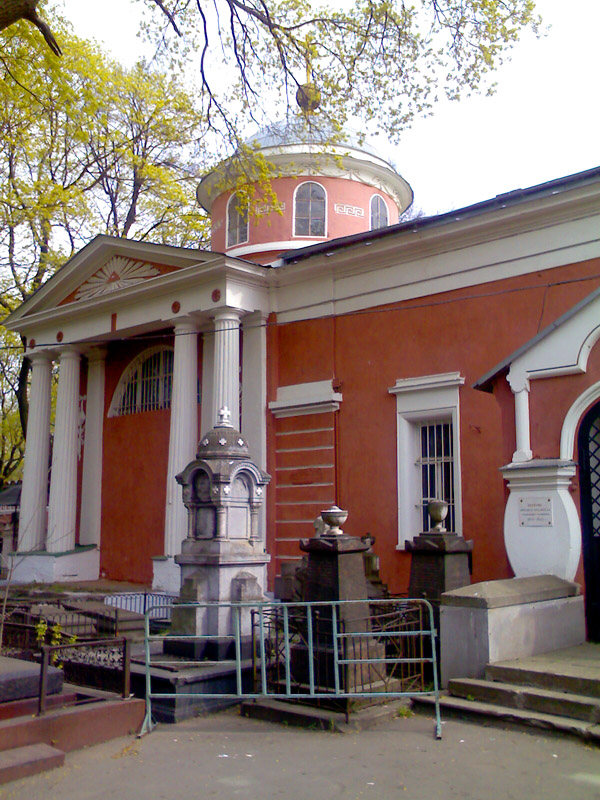
Vue de l'église Saint-Michel
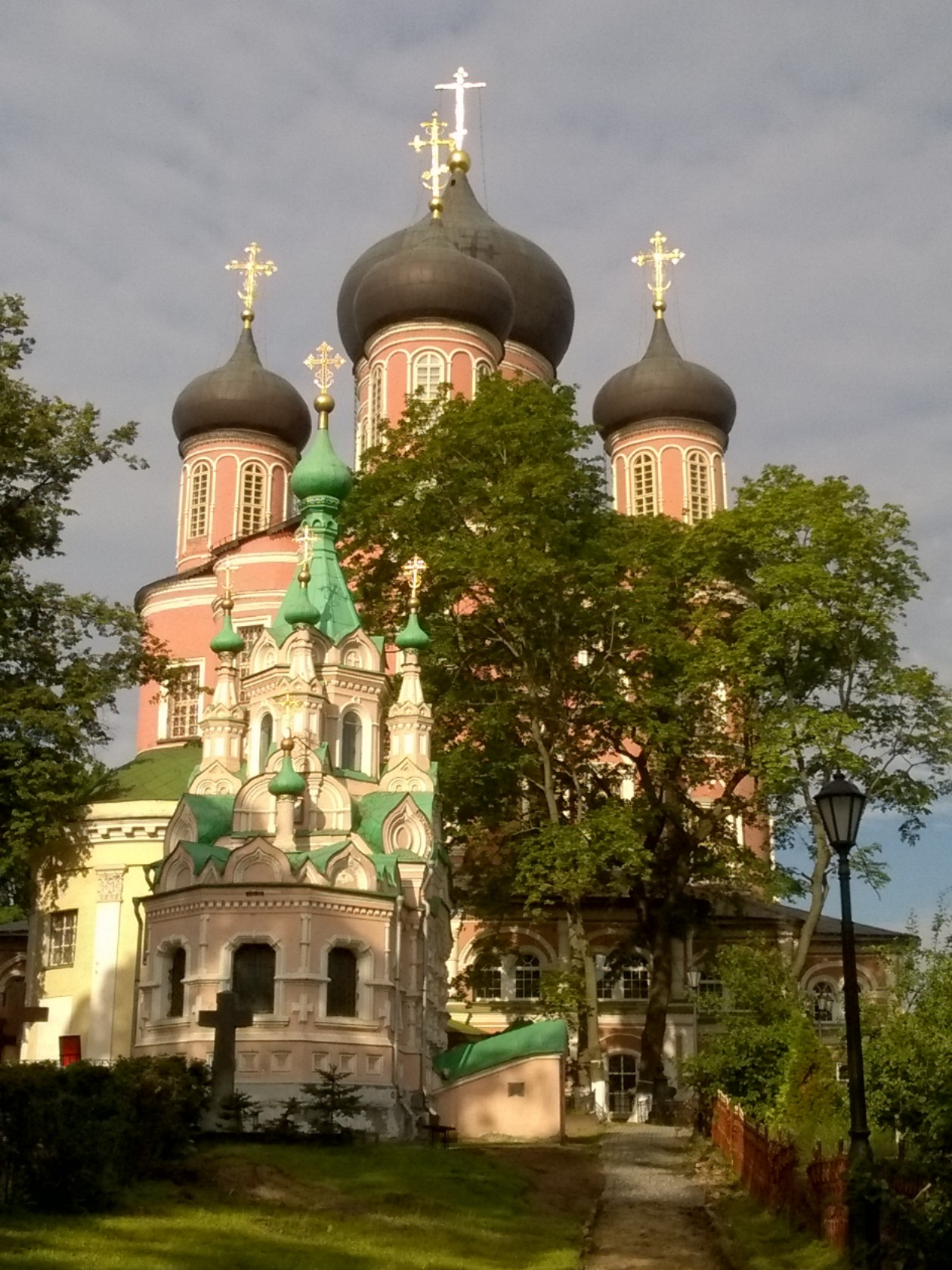
Vue depuis la partie sud de la nécropole
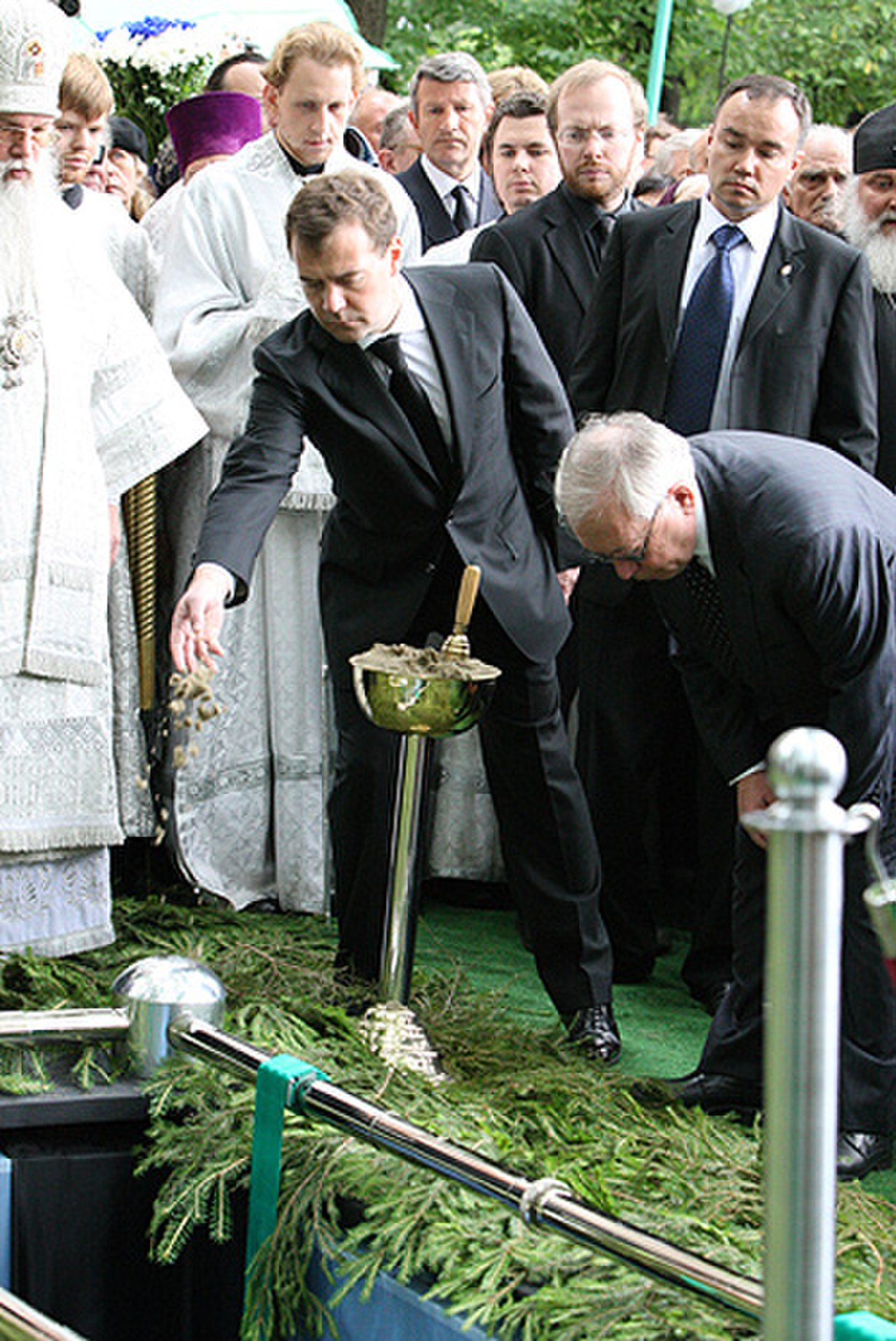
Le président Medvedev aux funérailles de Soljénitsyne

Les bas-reliefs monumentaux et originaux d'Alexandre Loganovski (1812-1855) qui décoraient les murs extérieurs la cathédrale du Christ-Sauveur avant sa destruction ordonnée par Staline se trouvent dans l'enceinte du monastère. La cathédrale orthodoxe de Moscou a été reconstruite en 1995-2000.

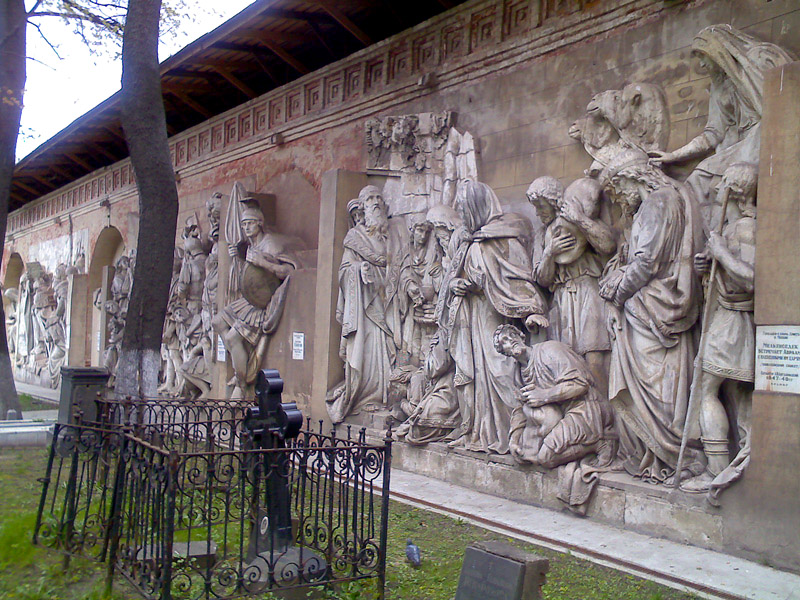
La rencontre de Melchisédech et d'Abraham
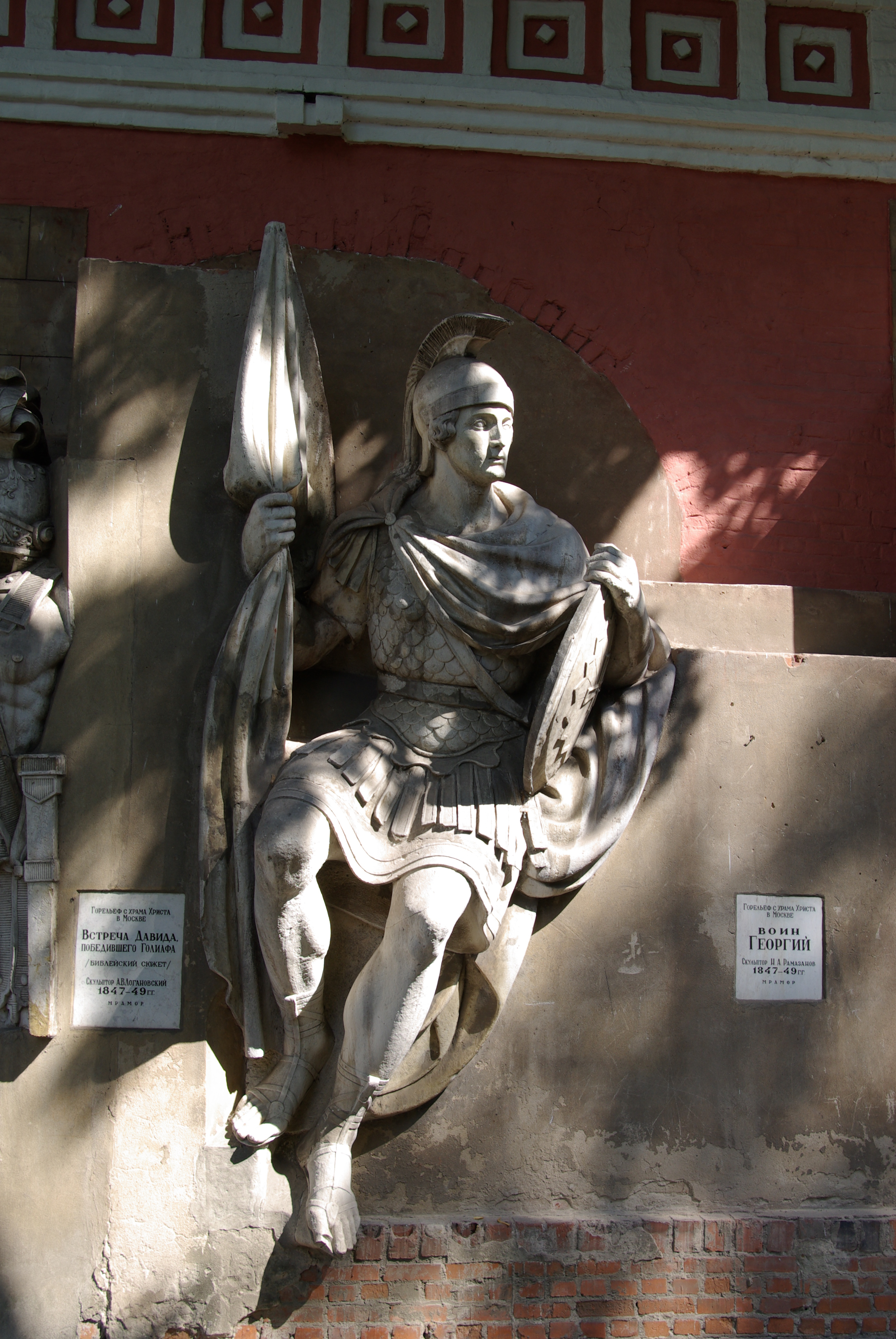
Statue de saint Georges
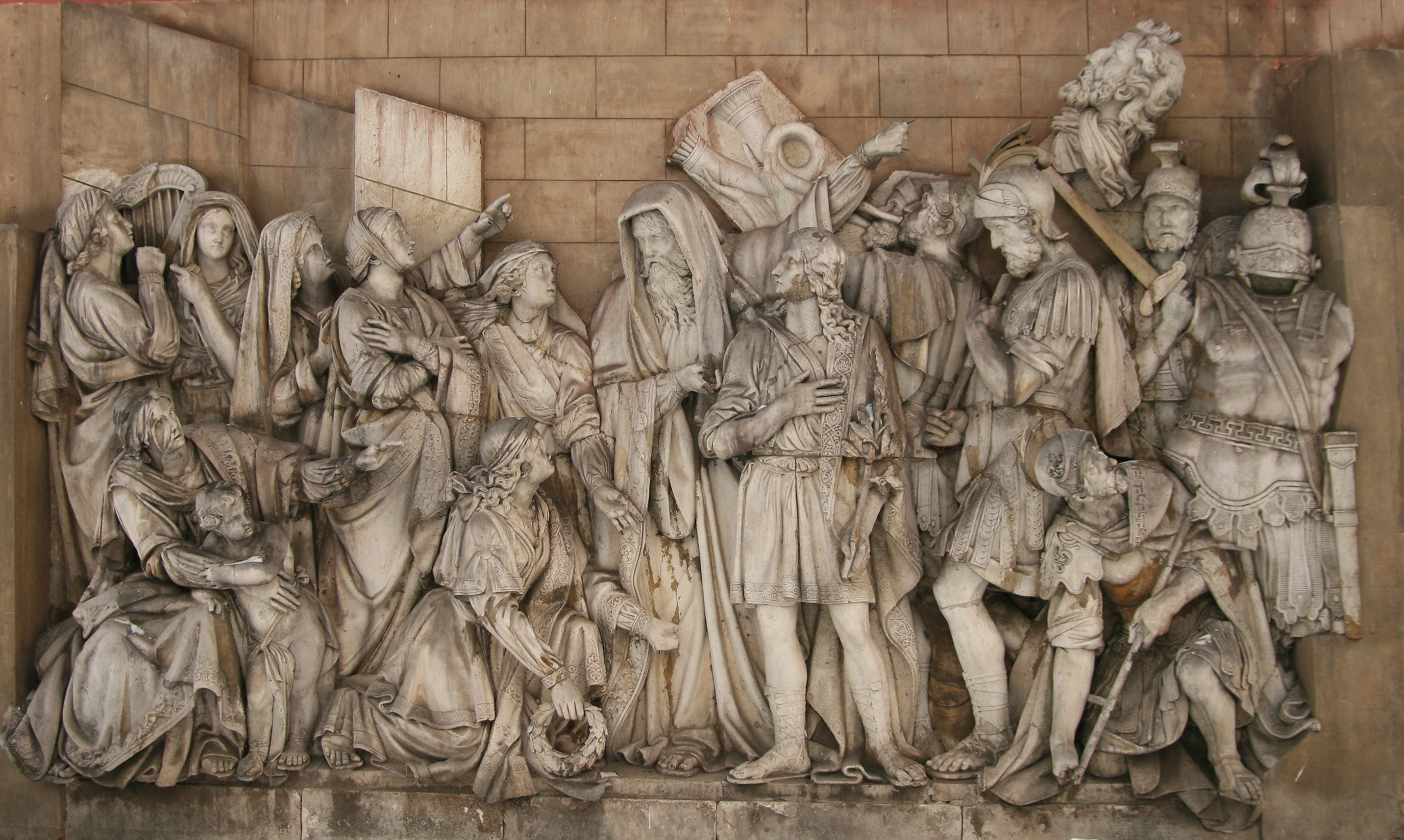
Le triomphe de David après sa victoire contre Goliath